# Beatriz Gutiérrez Müller
Beatriz Gutiérrez Müller, née le 13 janvier 1969 à Mexico, est une écrivaine, journaliste, enseignante et chercheuse mexicaine. Elle est Première dame du Mexique en tant qu'épouse du président Andrés Manuel López Obrador, de 2018 à 2024. C'est la première fois que l'épouse d'un président du Mexique détient un doctorat.

## Biographie
Gutiérrez Müller est née en 1969 à Mexico. Elle est la fille de Juan Gutiérrez Canet et de Nora Beatriz Müller Bentjerodt, une germano-chilienne. Elle obtient son baccalauréat universitaire en communication à la sortie de l'université ibéro-américaine Puebla en 1998, après avoir soutenu sa thèse intitulée Régulation de l'utilisation des médias dans les lois régissant les élections fédérales. En 2002, elle obtient également un master dans cette même université, avec sa thèse L'art de la mémoire dans l'Histoire véridique de la conquête de la Nouvelle-Espagne,.
Après l'obtention de ses diplômes, elle travaille pour le journal El Universal, alors qu'elle vit dans l'État de Puebla. Elle est également professeure de rhétorique et de linguistique à l’université autonome Benemérita de Puebla. Elle a également écrit une dizaine d’ouvrages, dont un recueil de poésies et deux romans.
Finalement, elle rejoint le gouvernement de Mexico alors qu'Andrés Manuel López Obrador en est le chef. C'est au cours de cette période qu'ils se rencontrent, dans la première moitié des années 2000.
Le 16 octobre 2006, elle épouse López Obrador et en avril 2007 donne naissance à son premier enfant, Jesús Ernesto, qui est le quatrième de son mari. Le 1er décembre 2018, quand ce dernier est investi président du Mexique, elle devient par ce fait la Première dame du pays. Elle rejette cependant ce terme en déclarant : « C’est une fonction élitiste qui sous-entend qu’il y a des femmes de premier et d’autres rangs ». Elle refuse de prendre la tête du Système national pour le développement intégral de la famille (DIF), un poste traditionnellement dévolu aux premières dames, mais s'investit dans la protection du patrimoine et prend la direction de  la Coordination nationale de la mémoire historique et culturelle du Mexique.
La facette de Beatriz Gutiérrez Müller en tant qu'auteure-compositrice-interprète est moins connue. Elle a écrit en 2020 la chanson Esto Pasará,, pour la chanteuse Eugenia León  pour donner un message d'espoir aux Mexicains dans le cadre de la pandémie de Covid-19. Elle a aussi a chanté la chanson El Necio du poète et chanteur cubain Silvio Rodríguez,. Elle est chantée en duo avec Tania Libertad, et les arrangements musicaux sont d'Armando Manzanero.

## Publications
- (es) Las lluvias de octubre de 1999 en la Sierra Norte de Puebla, BUAP-INAH-La Radiante, 1999 (CD).
- (es) « La tierra prometida », Elementos, UAP, vol. 19, no 85,‎ 2012 (ISSN 0187-9073).
- (es) « El diablo en los textos de la Conquista », Elementos, Universidad Autónoma de Puebla, vol. 20, no 91,‎ juillet-septembre 2013, p. 25-31 (ISSN 0187-9073).
- (es) « Exégesis bíblica del Libro de Job en Gallo, Luis de León y Quevedo, dictaminado el 9 de octubre de 2013 », Atalanta. Revista de las Letras Barrocas, Universidad de Sevilla, Espagne, vol. 1, no 2,‎ juillet-décembre 2013, p. 5-30 (ISSN 2340-1176).
- (es) « Panegírico a Cortés, no exento de raspones a costa de Bernal Díaz del Castillo, en la Historia de Solís », Castilla. Estudios de Literatura, Universidad de Valladolid, Espagne, no 5,‎ 10 juillet 2014, p. 414-443 (ISSN 1989-7383).
- (es) « Exemplum in contrarium y enumeratio de las Lamentaciones de Jerónimo Gracián de la Madre de Dios », Signos Literarios, vol. X, no 20,‎ 2014, p. 126-156 (ISSN 1665-1316).
- (es) « “Desde mis ojos están mirando los ojos del otro”. Ética trinitaria en Bajtín », Intersticios UIC, vol. 19, no 41,‎ juillet-décembre 2014, p. 91-106 (ISSN 1665-7551).
- (es) « Las tablas, breves diccionarios morales en la edición de obras del XVI I », Janus, no 4,‎ 2015, p. 37-57 (ISSN 2254-7290).
- (es) « “Diálogo oculto” en Inmortalidad del alma, de Francisco de Quevedo », Dialogía. Revista de literatura, lingüística y cultura, Universidad Nacional de San Cristóbal de Huamanga, Ayacucho, Pérou, vol. 9,‎ 2015, p. 137-165 (ISSN 1819-365X).
- (es) « Facebook e internet: ¿para qué lo usan los musulmanes en México? », Trayectorias. Revista de Ciencias Sociales, vol. 18, no 42,‎ janvier-juin 2016, p. 28-58 (ISSN 2007-1205).
- (es) Cortés y la apología de sí mismo: el epílogo de la Quinta Relación, en Retórica aplicada a la literatura medieval y de los siglos XVI y XVII, México, Destiempos, Lillian von der Walde Moheno, 2016 (ISBN 978-607-9130-39-8), p. 397-422.
- (es) « A palavra religiosa como uma variante da ‘palavra autoritária’ en Bakhtin », Bakhtiniana. Revista de Estudos do Discurso, vol. 12, no 1,‎ 2017, p. 91-112 (ISSN 2176-4573).
- (es) « Religious Word as a Variant of Authorithative Word’ in Bakthin », Bakhtiniana. Revista de Estudos do Discurso, vol. 12, no 1,‎ 2017, p. 91-112 (ISSN 2176-4573).
- (es) « La palabra religiosa como una variante de la ‘palabra autoritaria’, en Bajtín », Bakhtiniana. Revista de Estudos do Discurso, vol. 12, no 1,‎ 2017, p. 91-109 (ISSN 2176-4573).
- (es) « Católicos, liberales, antirreleccionistas, independientes, subvencionados… El periodismo como género demostrativo a principios del siglo XX », Con-temporánea. Toda la historia en el presente, vol. IV, no 7,‎ janvier-juin 2017, p. 1-13 (ISSN 2007-9605).
- (es) « Madero, ¿un santo? Hagiografía espírita liberal en un escrito de Rogelio Fernández Güell, de 1911 », Revista Estudios, Universidad de Costa Rica, no 35,‎ décembre-mai 2017, p. 131-154 (ISSN 1659-3316, lire en ligne).
- (es) « Morir sin laureles: Enrique Bordes Mangel, revolucionario maderista », Historias, no 98,‎ septembre-décembre 2017, p. 102-113 (ISSN 0187-6686).
- « “Quiso Dios” o “acordé y me determiné”: voluntad divina o libre albedrío de Cortés en la Segunda relación », Revista de Literatura, ILLA-CSIC, vol. LXXIX, no 157,‎ 2017, p. 17-39 (ISSN 0034-849X).
- (es) « El mapa del pecado. Reseña a Gabriela Pulido Llano. El ‘mapa rojo’ del pecado. Miedo y vida nocturna en la Ciudad de México (1940-1950) », dans Antropología. Revista Interdisciplinaria del INAH, Nueva Época, Año 1, México, INAH, juillet-décembre 2017, 376 p., chap. 3, p. 110-112.
- (es) « Un cercano amigo de Francisco I. Madero », Temas de nuestra América. Revista de Estudios Latinoamericanos, numéro spécial, EUNA/Cátedra del Exilio/Universidad Nacional de Costa Rica, vol. 33,‎ 2017, p. 77-104 (ISSN 0259-2339).
- (es) Rebeca Monroy Nasr (dir.) et Samuel Villela (dir.), « El (lícito) engaño literario de Alfonso Taracena », dans La imagen cruenta: centenario de la Decena Trágica, México, INAH, 2017 (ISBN 978-607-484-940-0), p. 265-282.
- (es) « Solón Argüello, el decadentista profético, en Solón Argüello », dans Argüello (dir.), introduction et compilation de Beatriz Gutiérrez Mueller, Puebla/Ciudad de México, BUAP/ICSyH/Ediciones Del Lirio, 2017, Antología poética de Solón, 2017 (ISBN 978-607-525-314-5 et 978-607-8446-90-2), p. 11-56.
- (es) « Retratos de una tragedia, en Rogelio Fernández Güell », dans Beatriz Gutiérrez Mueller (dir.), Episodios de la revolución mexicana, San José, Puebla/México,, BUAP/Ed. del Lirio, 2017 (ISBN 978-607-525-436-4), p. 11-50.
- (es) « Rodulfo Figueroa, el romántico chiapaneco, en Rodulfo Figueroa », dans Beatriz Gutiérrez Mueller (dir.), Poesías. Facsímil del manuscrito 1889-1898, México/Tuxtla Gutiérrez, MAPorrúa/Coeculta-Chiapas,, 2018 (ISBN 978-607-524-203-3), p. 7-30.
- (es) « La lucha de la ‘provincia’ contra el ‘centro’. El caso de Tepic Literario (1907-1908) del nicaragüense Solón Argüello », dans Beatriz Gutiérrez Mueller, Tepic Literario. Revista Mensual de Literatura, Variedades y Anuncios 1907, México/Tepic/Puebla, Ediciones del Lirio, Universidad Autónoma de Nayarit, Benemérita Universidad Autónoma de Puebla, 2018 (ISBN 978-607-525-519-4, 978-607-8569-42-7 et 978-607-28-1422-6), p. 13-60.
- (es) « Matías Oviedo Pastor, un hondureño en el maderismo y su larga vinculación con México », Signos históricos, Universidad Autónoma Metropolitana Iztapalapa, vol. 21, no 41,‎ janvier-juin 2019, p. 68-95 (ISSN 1665-4420).
- (es) Larga vida al sol, Planeta, 2011.
- (es) Viejo siglo nuevo, Planeta, 2012.
- (es) Leyendas y cantos, Universidad Autónoma de Nuevo León, 2018.
- (es) Dos revolucionarios a la sombra de Madero. La historia de Solón Argüello Escobar y Rogelio Fernández Güell, México, Ariel, 2016 (ISBN 978-607-747-269-8).
- (es) La “memoria artificial” en la Historia verdadera de la conquista de la Nueva España de Bernal Díaz del Castillo, Puebla/México/Guadalajara, BUAP/Universidad Iberoamericana-Puebla/Universidad Iberoamericana-Ciudad de México/ ITESO, 2018 (ISBN 978-607-8587-03-2, 978-607-525-509-5 et 978-607-417-524-0).